# Liste der uruguayischen Botschafter in El Salvador
Die Liste der Botschafter Uruguays in El Salvador stellt einen Überblick über die Leiter der uruguayischen diplomatischen Vertretung in El Salvador seit dem 11. Januar 1929 bis heute dar.
| Name                       | Besonderheiten                 | Ernennung         | Amtsende           |
| -------------------------- | ------------------------------ | ----------------- | ------------------ |
| Luis Saavedra              |                                | 11. Januar 1929   |                    |
| Hugo De Pena               |                                | 23. Februar 1933  |                    |
| Federico Grunwaldt Cuestas |                                | 29. November 1956 | 19. November 1959  |
| Alfredo Urioste            |                                | 16. August 1962   |                    |
| Urioste, Alfredo           |                                | 9. September 1965 | 16. August 1962    |
| Vidal Aller Pesquera       |                                | 21. Dezember 1966 |                    |
| Alberto Milhas             |                                | 22. August 1967   | 1. Juli 1969       |
| Oscar Infantozzi Soba      |                                | 26. August 1969   | 30. Dezember 1969  |
| Oscar Infantozzi Soba      |                                | 30. Dezember 1969 | 4. April 1972      |
| José Luis Vila Días        |                                | 14. November 1978 |                    |
| Alfredo Lafone             |                                | 18. August 1981   |                    |
| Francisco Bustillo         |                                | 28. April 1987    | 9. Juli 1991       |
| Carlos Ghiringhelli        |                                | 15. Oktober 1991  | 22. Juni 1993      |
| Alfredo Menini Terra       |                                | 20. Januar 1994   |                    |
| Enrique Delgado            | Amtseinführung 18. August 1997 | 24. Juni 1997     | 14. September 2002 |
| Roberto Touriño            |                                | 22. April 2003    |                    |
| Julio César Benítez Sáenz  |                                | 25. Mai 2005      |                    |
| Cristina Figueroa          |                                | 27. August 2010   |                    |

Quelle: 